# Marin II.
Marin II., papa od 30. listopada 942. do svibanj 946. godine.